# Ignatz Hülswitt
Ignatz Hülswitt (* 16. Mai 1793 in Lüdinghausen; † 20. Januar 1832 in Münster) war ein deutscher Reiseschriftsteller, dessen Amerikareise allerdings ein Plagiat der Reisebeschreibungen des Engländers John R. Jewitt darstellt, der tatsächlich Gefangener bei Häuptling Maquinna an der Westküste Kanadas war.

## Leben
Ignatz Hülswitt wurde als eines von vier Kindern des Pottaschefabrikanten Bernhard Hülswitt am 16. Mai 1793  in Lüdinghausen, einer Kleinstadt südlich von Münster geboren. Die Familie war in der Stadt seit langem wohlbekannt, hatte sie im Laufe der Zeit dort mehrere Bürgermeister gestellt. Zur Zeit von Ignatz’ Geburt lebte die Familie in der Mühlenstraße 16.
Zusammen mit seinen älteren Brüdern Friedrich und Mauritz trat er der Preußischen Armee bei und kämpfte als Leutnant der Artillerie gegen die Franzosen. Im Jahre 1819 trat er zusammen mit seiner Frau von Luxemburg aus die Emigration in die USA an. Sie führte ihn größtenteils per Schiff über die Mosel und den Rhein nach Rotterdam und von dort nach Kennebunk (Maine).
In den USA verbrachte er acht Jahre mit Stationen in New York und als Farmer in Louisiana und Tennessee sowie einer angeblichen Reise an die Nordwestküste von Amerika. Als seine Frau starb, kehrte Hülswitt 1827 nach Münster zurück und veröffentlichte dort ein Jahr später seine Reiseerlebnisse. In seinen letzten Lebensjahren hatte Hülswitt eine Stellung als Privatsekretär. Am 20. Januar 1832 verstarb er vermutlich an einem Schlaganfall im Clemenshospital in Münster. Dort wurde er auf dem St.-Ludgeri-Friedhof begraben.

## Literarische Würdigung
In seiner Reisebeschreibung gibt Hülswitt auf den Seiten 40 bis 167 an, von New York aus als Seemann an die „andere“ Seite Amerikas, den Nootka-Sund an der Nordwestküste, gefahren zu sein. Dort wurde das Schiff von Indianern überfallen und nur Hülswitt und ein weiterer Seemann überlebten diesen Angriff. Nachdem sie mehrere Jahre (1822–1824) bei den Einheimischen leben mussten, gelang ihnen die Flucht und die glückliche Rückkehr in die Heimat.
Genau diese Geschichte wurde Jahre vorher von John R. Jewitt in seinem Buch A journal, kept at Nootka Sound (Boston 1807) beschrieben. Von 1803 bis 1805 hatte er zweifelsfrei die beschriebenen Erlebnisse gehabt. Hülswitt hat diese aus der englischen Originalfassung ins Deutsche übersetzt und in seine Reisebeschreibung als sein eigenes persönliches Erlebnis integriert.
Es ist möglich, dass Hülswitt Jewitt persönlich begegnet ist, da sich dieser etwa zur gleichen Zeit wie Hülswitt in New York aufgehalten hat. Auf jeden Fall war die Geschichte von Jewitt im Nordosten der USA zur Zeit von Hülswitts Aufenthalt weithin bekannt, da Jewitt über Jahre sein Buch von „Tür zu Tür“ verkauft hat und nach einigem Erfolg sogar selbst an Theateraufführungen über seine Erlebnisse teilnahm. Hülswitts Buch wird, wohl auch wegen seines antiquarischen Wertes, von vielen Bibliotheken auf der Welt gehalten. Zumindest seine „Erlebnisse“ an der Nordwestküste von Amerika sind jedoch ein unzweifelhafter Fall von Plagiarismus.

## Werk
- Tagebuch einer Reise nach den vereinigten Staaten und der Nordwestküste von Amerika, Münster 1828.